# Dickson Experimental Sound Film

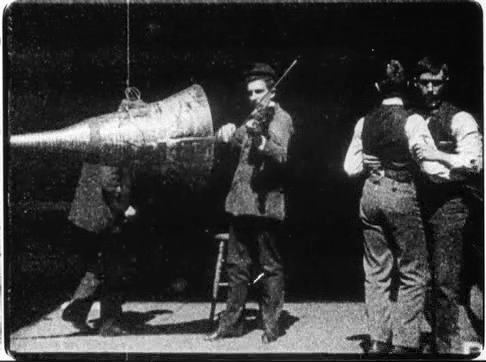
Dickson Experimental Sound Film (1894–95) is de oudst bekende geluidsfilm.

Dickson Experimental Sound Film is een serie filmopnames gemaakt door filmpionier William Kennedy Dickson in de periode eind 1894 tot begin 1895. De opnames zijn voor zover bekend de oudste versie van de geluidsfilm. Het camera-werk was in handen van filmregisseur William Heise en de productie en ontwikkeling gebeurde door Thomas Edison.
In de film zien en horen we Dickson op de viool een stuk uit de operette Les cloches de Corneville (1877) spelen in een grote cilinder. Terwijl de muziek speelt zien we twee mannen met elkaar dansen. Later zien we nog een man voor het scherm lopen.